# Tour de Burgos 2015
La 37e édition du Tour de Burgos a eu lieu du 4 au 8 août 2015. La course fait partie du calendrier UCI Europe Tour 2015 en catégorie 2.HC.
L'épreuve a été remportée par l'Estonien Rein Taaramäe (Astana) qui s'impose respectivement de deux et neuf secondes devant son coéquipier l'Italien Michele Scarponi et le vainqueur de la cinquième étape l'Espagnol Daniel Moreno (Katusha).
Moreno gagne le classement par points tandis que le Colombien Fabio Duarte (Colombia) s'adjuge celui de la montagne. L'Espagnol Lluís Mas (Caja Rural-Seguros RGA) remporte le classement des Metas Volantes et le Colombien Miguel Ángel López (Astana), vainqueur de la quatrième étape, termine meilleur jeune. Pour finir la formation kazakh Astana, qui gagne le contre-la-montre par équipes de la deuxième étape, finit meilleure équipe. Enfin Miguel Ángel Benito (Caja Rural-Seguros RGA) finit meilleur coureur castillan-léonais et Moreno termine meilleur coureur espagnol.

## Présentation

### Équipes
Classé en catégorie 2.HC de l'UCI Europe Tour, le Tour de Burgos est par conséquent ouvert aux WorldTeams dans la limite de 70 % des équipes participantes, aux équipes continentales professionnelles, aux équipes continentales espagnoles et à une équipe nationale espagnole.
Onze équipes participent à ce Tour de Burgos - quatre WorldTeams, cinq équipes continentales professionnelles et deux équipes continentales :
| UCI WorldTeams   | UCI WorldTeams | UCI WorldTeams |
| Nom de l'équipe  | Pays           | Code           |
| ---------------- | -------------- | -------------- |
| AG2R La Mondiale | France         | ALM            |
| Astana           | Kazakhstan     | AST            |
| Katusha          | Russie         | KAT            |
| Movistar         | Espagne        | MOV            |

| Équipes continentales professionnelles | Équipes continentales professionnelles | Équipes continentales professionnelles |
| Nom de l'équipe                        | Pays                                   | Code                                   |
| -------------------------------------- | -------------------------------------- | -------------------------------------- |
| Bretagne-Séché Environnement           | France                                 | BSE                                    |
| Caja Rural-Seguros RGA                 | Espagne                                | CJR                                    |
| Colombia                               | Colombie                               | COL                                    |
| Nippo-Vini Fantini                     | Italie                                 | NIP                                    |
| Southeast                              | Italie                                 | STH                                    |

| Équipes continentales | Équipes continentales | Équipes continentales |
| Nom de l'équipe       | Pays                  | Code                  |
| --------------------- | --------------------- | --------------------- |
| Burgos BH             | Espagne               | BUR                   |
| Murias Taldea         | Espagne               | MUR                   |

### Primes
Les vingt prix sont attribués suivant le barème de l'UCI,. Le total général des prix distribués est de 30 278 €.
| Position           | 1er     | 2e      | 3e      | 4e    | 5e    | 6e    | 7e    | 8e    | 9e    | 10e à 20e |
| Classement général | 6 040 € | 3 040 € | 1 510 € | 757 € | 606 € | 455 € | 455 € | 302 € | 302 € | 152 €     |
| Par étape          | 3 615 € | 1 805 € | 905 €   | 455 € | 365 € | 269 € | 269 € | 180 € | 180 € | 92 €      |
| Par demi-étape     | 2 425 € | 1 235 € | 605 €   | 302 € | 241 € | 186 € | 186 € | 122 € | 122 € | 60 €      |

## Étapes
| Étape     | Date   | Villes étapes                   |                              | Distance (km) | Vainqueur d’étape  | Leader du classement général |
| --------- | ------ | ------------------------------- | ---------------------------- | ------------- | ------------------ | ---------------------------- |
| 1re étape | 4 août | Santo Domingo de Silos - Clunia | Étape vallonnée              | 149           | Carlos Barbero     | Carlos Barbero               |
| 2e étape  | 5 août | Burgos - Burgos                 | Contre-la-montre par équipes | 13            | Astana             | Luis León Sánchez            |
| 3e étape  | 6 août | Castrojeriz - Villadiego        | Étape de plaine              | 165           | Vladimir Isaychev  | Luis León Sánchez            |
| 4e étape  | 7 août | Belorado - Pineda de la Sierra  | Étape de moyenne montagne    | 161           | Miguel Ángel López | Miguel Ángel López           |
| 5e étape  | 8 août | Revenga - Lagunas de Neila      | Étape de montagne            | 170           | Daniel Moreno      | Rein Taaramäe                |

## Déroulement de la course

### 1reétape
| Classement de l'étape | Classement de l'étape   | Classement de l'étape | Classement de l'étape  | Classement de l'étape |
|                       | Coureur                 | Pays                  | Équipe                 | Temps                 |
| --------------------- | ----------------------- | --------------------- | ---------------------- | --------------------- |
| 1er                   | Carlos Barbero          | Espagne               | Caja Rural-Seguros RGA | en 3 h 34 min 43 s    |
| 2e                    | Daniel Moreno           | Espagne               | Katusha                | + 0 s                 |
| 3e                    | Jesús Herrada           | Espagne               | Movistar               | + 0 s                 |
| 4e                    | Luis León Sánchez       | Espagne               | Astana                 | + 2 s                 |
| 5e                    | David Belda             | Espagne               | Burgos BH              | + 3 s                 |
| 6e                    | Pierpaolo De Negri      | Italie                | Nippo-Vini Fantini     | + 3 s                 |
| 7e                    | Rubén Fernández Andújar | Espagne               | Movistar               | + 3 s                 |
| 8e                    | Ángel Madrazo           | Espagne               | Caja Rural-Seguros RGA | + 3 s                 |
| 9e                    | Miguel Ángel Rubiano    | Colombie              | Colombia               | + 3 s                 |
| 10e                   | Mikel Landa             | Espagne               | Astana                 | + 3 s                 |
| modifier              |                         |                       |                        |                       |

| Classement général | Classement général      | Classement général | Classement général     | Classement général |
|                    | Coureur                 | Pays               | Équipe                 | Temps              |
| ------------------ | ----------------------- | ------------------ | ---------------------- | ------------------ |
| 1er                | Carlos Barbero          | Espagne            | Caja Rural-Seguros RGA | en 3 h 34 min 43 s |
| 2e                 | Daniel Moreno           | Espagne            | Katusha                | + 0 s              |
| 3e                 | Jesús Herrada           | Espagne            | Movistar               | + 0 s              |
| 4e                 | Luis León Sánchez       | Espagne            | Astana                 | + 2 s              |
| 5e                 | David Belda             | Espagne            | Burgos BH              | + 3 s              |
| 6e                 | Pierpaolo De Negri      | Italie             | Nippo-Vini Fantini     | + 3 s              |
| 7e                 | Rubén Fernández Andújar | Espagne            | Movistar               | + 3 s              |
| 8e                 | Ángel Madrazo           | Espagne            | Caja Rural-Seguros RGA | + 3 s              |
| 9e                 | Miguel Ángel Rubiano    | Colombie           | Colombia               | + 3 s              |
| 10e                | Mikel Landa             | Espagne            | Astana                 | + 3 s              |
| modifier           |                         |                    |                        |                    |

### 2eétape
| Classement de l'étape | Classement de l'étape        | Classement de l'étape | Classement de l'étape |
|                       | Équipe                       | Pays                  | Temps                 |
| --------------------- | ---------------------------- | --------------------- | --------------------- |
| 1re                   | Astana                       | Kazakhstan            | en 14 min 50 s        |
| 2e                    | Caja Rural-Seguros RGA       | Espagne               | + 28 s                |
| 3e                    | Movistar                     | Espagne               | + 28 s                |
| 4e                    | Katusha                      | Russie                | + 32 s                |
| 5e                    | AG2R La Mondiale             | France                | + 34 s                |
| 6e                    | Burgos BH                    | Espagne               | + 38 s                |
| 7e                    | Bretagne-Séché Environnement | France                | + 42 s                |
| 8e                    | Southeast                    | Italie                | + 43 s                |
| 9e                    | Nippo-Vini Fantini           | Italie                | + 45 s                |
| 10e                   | Colombia                     | Colombie              | + 55 s                |
| modifier              |                              |                       |                       |

| Classement général | Classement général      | Classement général | Classement général     | Classement général |
|                    | Coureur                 | Pays               | Équipe                 | Temps              |
| ------------------ | ----------------------- | ------------------ | ---------------------- | ------------------ |
| 1er                | Luis León Sánchez       | Espagne            | Astana                 | en 3 h 49 min 35 s |
| 2e                 | Rein Taaramäe           | Estonie            | Astana                 | + 1 s              |
| 3e                 | Miguel Ángel López      | Colombie           | Astana                 | + 1 s              |
| 4e                 | Michele Scarponi        | Italie             | Astana                 | + 1 s              |
| 5e                 | Carlos Barbero          | Espagne            | Caja Rural-Seguros RGA | + 26 s             |
| 6e                 | Jesús Herrada           | Espagne            | Movistar               | + 26 s             |
| 7e                 | Ángel Madrazo           | Espagne            | Caja Rural-Seguros RGA | + 29 s             |
| 8e                 | David Arroyo            | Espagne            | Caja Rural-Seguros RGA | + 29 s             |
| 9e                 | Rubén Fernández Andújar | Espagne            | Movistar               | + 29 s             |
| 10e                | Winner Anacona          | Colombie           | Movistar               | + 29 s             |
| modifier           |                         |                    |                        |                    |

### 3eétape
| Classement de l'étape | Classement de l'étape | Classement de l'étape | Classement de l'étape        | Classement de l'étape |
|                       | Coureur               | Pays                  | Équipe                       | Temps                 |
| --------------------- | --------------------- | --------------------- | ---------------------------- | --------------------- |
| 1er                   | Vladimir Isaychev     | Russie                | Katusha                      | en 3 h 31 min 06 s    |
| 2e                    | Matteo Busato         | Italie                | Southeast                    | + 0 s                 |
| 3e                    | Miguel Ángel Benito   | Espagne               | Caja Rural-Seguros RGA       | + 0 s                 |
| 4e                    | Carlos Quintero       | Colombie              | Colombia                     | + 0 s                 |
| 5e                    | Rafael Andriato       | Brésil                | Southeast                    | + 15 s                |
| 6e                    | Manuel Belletti       | Italie                | Southeast                    | + 15 s                |
| 7e                    | Carlos Barbero        | Espagne               | Caja Rural-Seguros RGA       | + 15 s                |
| 8e                    | Simone Ponzi          | Italie                | Southeast                    | + 15 s                |
| 9e                    | Rüdiger Selig         | Allemagne             | Katusha                      | + 15 s                |
| 10e                   | Benoît Jarrier        | France                | Bretagne-Séché Environnement | + 15 s                |
| modifier              |                       |                       |                              |                       |

| Classement général | Classement général      | Classement général | Classement général     | Classement général |
|                    | Coureur                 | Pays               | Équipe                 | Temps              |
| ------------------ | ----------------------- | ------------------ | ---------------------- | ------------------ |
| 1er                | Luis León Sánchez       | Espagne            | Astana                 | en 7 h 20 min 56 s |
| 2e                 | Rein Taaramäe           | Estonie            | Astana                 | + 1 s              |
| 3e                 | Miguel Ángel López      | Colombie           | Astana                 | + 1 s              |
| 4e                 | Michele Scarponi        | Italie             | Astana                 | + 1 s              |
| 5e                 | Miguel Ángel Benito     | Espagne            | Caja Rural-Seguros RGA | + 25 s             |
| 6e                 | Carlos Barbero          | Espagne            | Caja Rural-Seguros RGA | + 26 s             |
| 7e                 | Jesús Herrada           | Espagne            | Movistar               | + 26 s             |
| 8e                 | Ángel Madrazo           | Espagne            | Caja Rural-Seguros RGA | + 29 s             |
| 9e                 | Rubén Fernández Andújar | Espagne            | Movistar               | + 29 s             |
| 10e                | Winner Anacona          | Colombie           | Movistar               | + 29 s             |
| modifier           |                         |                    |                        |                    |

### 4eétape
| Classement de l'étape | Classement de l'étape   | Classement de l'étape | Classement de l'étape | Classement de l'étape |
|                       | Coureur                 | Pays                  | Équipe                | Temps                 |
| --------------------- | ----------------------- | --------------------- | --------------------- | --------------------- |
| 1er                   | Miguel Ángel López      | Colombie              | Astana                | en 4 h 11 min 17 s    |
| 2e                    | Daniel Moreno           | Espagne               | Katusha               | + 1 s                 |
| 3e                    | Pierre Latour           | France                | AG2R La Mondiale      | + 4 s                 |
| 4e                    | Michele Scarponi        | Italie                | Astana                | + 4 s                 |
| 5e                    | Rein Taaramäe           | Estonie               | Astana                | + 8 s                 |
| 6e                    | Jesús Herrada           | Espagne               | Movistar              | + 8 s                 |
| 7e                    | Rubén Fernández Andújar | Espagne               | Movistar              | + 10 s                |
| 8e                    | Winner Anacona          | Colombie              | Movistar              | + 16 s                |
| 9e                    | Tiago Machado           | Portugal              | Katusha               | + 21 s                |
| 10e                   | Egor Silin              | Russie                | Katusha               | + 21 s                |
| modifier              |                         |                       |                       |                       |

| Classement général | Classement général      | Classement général | Classement général | Classement général  |
|                    | Coureur                 | Pays               | Équipe             | Temps               |
| ------------------ | ----------------------- | ------------------ | ------------------ | ------------------- |
| 1er                | Miguel Ángel López      | Colombie           | Astana             | en 11 h 32 min 14 s |
| 2e                 | Michele Scarponi        | Italie             | Astana             | + 4 s               |
| 3e                 | Rein Taaramäe           | Estonie            | Astana             | + 8 s               |
| 4e                 | Daniel Moreno           | Espagne            | Katusha            | + 30 s              |
| 5e                 | Luis León Sánchez       | Espagne            | Astana             | + 31 s              |
| 6e                 | Jesús Herrada           | Espagne            | Movistar           | + 33 s              |
| 7e                 | Pierre Latour           | France             | AG2R La Mondiale   | + 38 s              |
| 8e                 | Rubén Fernández Andújar | Espagne            | Movistar           | + 38 s              |
| 9e                 | Winner Anacona          | Colombie           | Movistar           | + 44 s              |
| 10e                | Tiago Machado           | Portugal           | Katusha            | + 53 s              |
| modifier           |                         |                    |                    |                     |

### 5eétape
| Classement de l'étape | Classement de l'étape   | Classement de l'étape | Classement de l'étape | Classement de l'étape |
|                       | Coureur                 | Pays                  | Équipe                | Temps                 |
| --------------------- | ----------------------- | --------------------- | --------------------- | --------------------- |
| 1er                   | Daniel Moreno           | Espagne               | Katusha               | en 4 h 23 min 25 s    |
| 2e                    | Rein Taaramäe           | Estonie               | Astana                | + 13 s                |
| 3e                    | Pierre Latour           | France                | AG2R La Mondiale      | + 17 s                |
| 4e                    | Michele Scarponi        | Italie                | Astana                | + 19 s                |
| 5e                    | Rodolfo Torres          | Colombie              | Colombia              | + 25 s                |
| 6e                    | Winner Anacona          | Colombie              | Movistar              | + 33 s                |
| 7e                    | Miguel Ángel López      | Colombie              | Astana                | + 33 s                |
| 8e                    | David Belda             | Espagne               | Burgos BH             | + 57 s                |
| 9e                    | Jesús Herrada           | Espagne               | Movistar              | + 1 min 32 s          |
| 10e                   | Rubén Fernández Andújar | Espagne               | Movistar              | + 1 min 40 s          |
| modifier              |                         |                       |                       |                       |

## Classements finals

### Classement général final
| Classement général final | Classement général final | Classement général final | Classement général final | Classement général final |
|                          | Coureur                  | Pays                     | Équipe                   | Temps                    |
| ------------------------ | ------------------------ | ------------------------ | ------------------------ | ------------------------ |
| 1er                      | Rein Taaramäe            | Estonie                  | Astana                   | en 15 h 56 min 00 s      |
| 2e                       | Michele Scarponi         | Italie                   | Astana                   | + 2 s                    |
| 3e                       | Daniel Moreno            | Espagne                  | Katusha                  | + 9 s                    |
| 4e                       | Miguel Ángel López       | Colombie                 | Astana                   | + 12 s                   |
| 5e                       | Pierre Latour            | France                   | AG2R La Mondiale         | + 34 s                   |
| 6e                       | Winner Anacona           | Colombie                 | Movistar                 | + 56 s                   |
| 7e                       | Rodolfo Torres           | Colombie                 | Colombia                 | + 1 min 23 s             |
| 8e                       | Jesús Herrada            | Espagne                  | Movistar                 | + 1 min 44 s             |
| 9e                       | Rubén Fernández Andújar  | Espagne                  | Movistar                 | + 1 min 57 s             |
| 10e                      | Egor Silin               | Russie                   | Katusha                  | + 2 min 26 s             |
| modifier                 |                          |                          |                          |                          |

### Classements annexes
| Classement par points | Classement par points | Classement par points | Classement par points | Classement par points |
| --------------------- | --------------------- | --------------------- | --------------------- | --------------------- |
|                       | Coureur               | Pays                  | Équipe                | Point(s)              |
| 1er                   | Daniel Moreno         | Espagne               | Katusha               | 65 points             |
| 2e                    | Rein Taaramäe         | Estonie               | Astana                | 55 pts                |
| 3e                    | Miguel Ángel López    | Colombie              | Astana                | 50 pts                |
| modifier              |                       |                       |                       |                       |

| Classement de la montagne | Classement de la montagne | Classement de la montagne | Classement de la montagne | Classement de la montagne |
| ------------------------- | ------------------------- | ------------------------- | ------------------------- | ------------------------- |
|                           | Coureur                   | Pays                      | Équipe                    | Point(s)                  |
| 1er                       | Fabio Duarte              | Colombie                  | Colombia                  | 70 points                 |
| 2e                        | Rein Taaramäe             | Estonie                   | Astana                    | 38 pts                    |
| 3e                        | Daniel Moreno             | Espagne                   | Katusha                   | 34 pts                    |
| modifier                  |                           |                           |                           |                           |

| Classement des Metas Volantes | Classement des Metas Volantes | Classement des Metas Volantes | Classement des Metas Volantes | Classement des Metas Volantes |
| ----------------------------- | ----------------------------- | ----------------------------- | ----------------------------- | ----------------------------- |
|                               | Coureur                       | Pays                          | Équipe                        | Point(s)                      |
| 1er                           | Lluís Mas                     | Espagne                       | Caja Rural-Seguros RGA        | 19 points                     |
| 2e                            | Ibai Salas                    | Espagne                       | Burgos BH                     | 9 pts                         |
| 3e                            | Arnau Solé                    | Espagne                       | Burgos BH                     | 7 pts                         |
| modifier                      |                               |                               |                               |                               |

| Classement du meilleur jeune | Classement du meilleur jeune | Classement du meilleur jeune | Classement du meilleur jeune | Classement du meilleur jeune |
|                              | Coureur                      | Pays                         | Équipe                       | Temps                        |
| ---------------------------- | ---------------------------- | ---------------------------- | ---------------------------- | ---------------------------- |
| 1er                          | Miguel Ángel López           | Colombie                     | Astana                       | en 15 h 56 min 12 s          |
| 2e                           | Pierre Latour                | France                       | AG2R La Mondiale             | + 22 s                       |
| 3e                           | Miguel Ángel Benito          | Espagne                      | Caja Rural-Seguros RGA       | + 9 min 13 s                 |
| modifier                     |                              |                              |                              |                              |

| Classement par équipes | Classement par équipes | Classement par équipes | Classement par équipes |
|                        | Équipe                 | Pays                   | Temps                  |
| ---------------------- | ---------------------- | ---------------------- | ---------------------- |
| 1re                    | Astana                 | Kazakhstan             | en 47 h 48 min 13 s    |
| 2e                     | Movistar               | Espagne                | + 4 min 24 s           |
| 3e                     | Katusha                | Russie                 | + 4 min 59 s           |
| modifier               |                        |                        |                        |

| Classement du meilleur coureur castillan-léonais | Classement du meilleur coureur castillan-léonais | Classement du meilleur coureur castillan-léonais | Classement du meilleur coureur castillan-léonais | Classement du meilleur coureur castillan-léonais |
|                                                  | Coureur                                          | Pays                                             | Équipe                                           | Temps                                            |
| ------------------------------------------------ | ------------------------------------------------ | ------------------------------------------------ | ------------------------------------------------ | ------------------------------------------------ |
| 1er                                              | Miguel Ángel Benito                              | Espagne                                          | Caja Rural-Seguros RGA                           | en 16 h 05 min 25 s                              |
| 2e                                               | Carlos Barbero                                   | Espagne                                          | Caja Rural-Seguros RGA                           | + 7 min 36 s                                     |
| 3e                                               | Adrián González                                  | Espagne                                          | Murias Taldea                                    | + 25 min 42 s                                    |
| modifier                                         |                                                  |                                                  |                                                  |                                                  |

| \| Classement du meilleur coureur espagnol[2] \| Classement du meilleur coureur espagnol[2] \| Classement du meilleur coureur espagnol[2] \| Classement du meilleur coureur espagnol[2] \| Classement du meilleur coureur espagnol[2] \| \| \| Coureur \| Pays \| Équipe \| Temps \| \| ------------------------------------------ \| ------------------------------------------ \| ------------------------------------------ \| ------------------------------------------ \| ------------------------------------------ \| \| 1er \| Daniel Moreno \| Espagne \| Katusha \| en 15 h 56 min 09 s \| \| 2e \| Jesús Herrada \| Espagne \| Movistar \| + 1 min 35 s \| \| 3e \| Rubén Fernández Andújar \| Espagne \| Movistar \| + 1 min 48 s \| \| modifier \| \| \| \| \| |                         |         |          |                     |
| Classement du meilleur coureur espagnol |                         |         |          |                     |
| | Coureur                 | Pays    | Équipe   | Temps               |
| 1er | Daniel Moreno           | Espagne | Katusha  | en 15 h 56 min 09 s |
| 2e | Jesús Herrada           | Espagne | Movistar | + 1 min 35 s        |
| 3e | Rubén Fernández Andújar | Espagne | Movistar | + 1 min 48 s        |
| modifier |                         |         |          |                     |

### UCI Europe Tour
Ce Tour de Burgos attribue des points pour l'UCI Europe Tour 2015, par équipes seulement aux coureurs des équipes continentales professionnelles et continentales, individuellement à tous les coureurs sauf ceux faisant partie d'une équipe ayant un label WorldTeam.
| Position,          | 1er | 2e | 3e | 4e | 5e | 6e | 7e | 8e | 9e | 10e | 11e | 12e | 13e | 14e | 15e |
| Classement général | 100 | 70 | 40 | 30 | 25 | 20 | 15 | 10 | 9  | 8   | 7   | 6   | 5   | 4   | 3   |
| Par étape          | 20  | 14 | 8  | 7  | 6  | 5  | 4  | 2  |    |     |     |     |     |     |     |
| Leader, par étape  | 10  |    |    |    |    |    |    |    |    |     |     |     |     |     |     |

| Cycliste            | Équipe                       | Général | Étape | Leader | Total |
| ------------------- | ---------------------------- | ------- | ----- | ------ | ----- |
| Carlos Barbero      | Caja Rural-Seguros RGA       | -       | 27,5  | 10     | 37,5  |
| Rodolfo Torres      | Colombia                     | 15      | 6     | -      | 21    |
| David Belda         | Burgos BH                    | 7       | 9,25  | -      | 16,25 |
| Matteo Busato       | Southeast                    | -       | 14,5  | -      | 14,5  |
| Miguel Ángel Benito | Caja Rural-Seguros RGA       | -       | 11,5  | -      | 11,5  |
| Carlos Quintero     | Colombia                     | -       | 7     | -      | 7     |
| Rafael Andriato     | Southeast                    | -       | 6,5   | -      | 6,5   |
| Eduardo Sepúlveda   | Bretagne-Séché Environnement | 5       | 1     | -      | 6     |
| Ángel Madrazo       | Caja Rural-Seguros RGA       | -       | 5,5   | -      | 5,5   |
| Manuel Belletti     | Southeast                    | -       | 5     | -      | 5     |
| Pierpaolo De Negri  | Nippo-Vini Fantini           | -       | 5     | -      | 5     |
| David Arroyo        | Caja Rural-Seguros RGA       | -       | 3,5   | -      | 3,5   |
| Peio Bilbao         | Caja Rural-Seguros RGA       | -       | 3,5   | -      | 3,5   |
| Omar Fraile         | Caja Rural-Seguros RGA       | -       | 3,5   | -      | 3,5   |
| Lluís Mas           | Caja Rural-Seguros RGA       | -       | 3,5   | -      | 3,5   |
| Simone Ponzi        | Southeast                    | -       | 2     | -      | 2     |
| Jhonatan Restrepo   | Katusha                      | -       | 1,75  | -      | 1,75  |
| Igor Merino         | Burgos BH                    | -       | 1,25  | -      | 1,25  |
| Juan Carlos Riutort | Burgos BH                    | -       | 1,25  | -      | 1,25  |
| Pablo Torres        | Burgos BH                    | -       | 1,25  | -      | 1,25  |
| Matthieu Boulo      | Bretagne-Séché Environnement | -       | 1     | -      | 1     |
| Maxime Cam          | Bretagne-Séché Environnement | -       | 1     | -      | 1     |
| Kévin Ledanois      | Bretagne-Séché Environnement | -       | 1     | -      | 1     |
| Andrea Fedi         | Southeast                    | -       | 0,5   | -      | 0,5   |
| Mauro Finetto       | Southeast                    | -       | 0,5   | -      | 0,5   |

## Évolution des classements
| Étape              | Vainqueur          | Classement général | Classement par points | Classement de la montagne | Classement des Metas Volantes | Classement du meilleur jeune | Classement par équipes |
| ------------------ | ------------------ | ------------------ | --------------------- | ------------------------- | ----------------------------- | ---------------------------- | ---------------------- |
| 1                  | Carlos Barbero     | Carlos Barbero     | Carlos Barbero        | Fabio Duarte              | Arnau Solé                    | Imanol Estévez               | Caja Rural-Seguros RGA |
| 2                  | Astana             | Luis León Sánchez  | Luis León Sánchez     | Fabio Duarte              | Arnau Solé                    | Miguel Ángel López           | Astana                 |
| 3                  | Vladimir Isaychev  | Luis León Sánchez  | Luis León Sánchez     | Fabio Duarte              | Lluís Mas                     | Miguel Ángel López           | Astana                 |
| 4                  | Miguel Ángel López | Miguel Ángel López | Luis León Sánchez     | Fabio Duarte              | Lluís Mas                     | Miguel Ángel López           | Astana                 |
| 5                  | Daniel Moreno      | Rein Taaramäe      | Daniel Moreno         | Fabio Duarte              | Lluís Mas                     | Miguel Ángel López           | Astana                 |
| Classements finals | Classements finals | Rein Taaramäe      | Daniel Moreno         | Fabio Duarte              | Lluís Mas                     | Miguel Ángel López           | Astana                 |

## Liste des participants
- Liste de départ complète

| Légende                             | Légende                                                                                                  | Légende                                 | Légende                                                                                                  |
| ----------------------------------- | --- | --------------------------------------- | --- |
| Num                                 | Dossard de départ porté par le coureur sur ce Tour de Burgos                                             | Pos                                     | Position finale au classement général                                                                    |
| Leader du classement général        | Indique le vainqueur du classement général                                                               | Leader du classement par points         | Indique le vainqueur du classement par points                                                            |
| Leader du classement de la montagne | Indique le vainqueur du classement de la montagne                                                        | Leader du classement des Metas Volantes | Indique le vainqueur du classement des metas volantes                                                    |
|                                     | Indique un maillot de champion national ou mondial, suivi de sa spécialité                               | #                                       | Indique la meilleure équipe                                                                              |
| NP                                  | Indique un coureur qui n'a pas pris le départ d'une étape, suivi du numéro de l'étape où il s'est retiré | AB                                      | Indique un coureur qui n'a pas terminé une étape, suivi du numéro de l'étape où il s'est retiré          |
| HD                                  | Indique un coureur qui a terminé une étape hors des délais, suivi du numéro de l'étape                   | *                                       | Indique un coureur en lice pour le classement du meilleur jeune (coureurs nés après le 1er janvier 1993) |

| Movistar MOV          | Movistar MOV                  | Movistar MOV |
| --------------------- | ----------------------------- | ------------ |
| Num                   | Coureur                       | Pos          |
| 1                     | Winner Anacona (COL)          | 6e           |
| 2                     | Rubén Fernández Andújar (ESP) | 9e           |
| 3                     | Jesús Herrada (ESP)           | 8e           |
| 4                     | Javier Moreno (ESP)           | 41e          |
| 5                     | Dayer Quintana (COL)          | 23e          |
| 6                     | Marc Soler (ESP)*             | 26e          |
| 7                     | Rory Sutherland (AUS)         | 64e          |
| 8                     | Giovanni Visconti (ITA)       | 14e          |
| Directeur sportif : ? |                               |              |

| Katusha KAT           | Katusha KAT                 | Katusha KAT |
| --------------------- | --------------------------- | ----------- |
| Num                   | Coureur                     | Pos         |
| 11                    | Vladimir Isaychev (RUS)     | NP-4        |
| 12                    | Tiago Machado (POR)         | 12e         |
| 13                    | Daniel Moreno (ESP)         | 3e          |
| 14                    | Rüdiger Selig (GER)         | AB-5        |
| 15                    | Egor Silin (RUS)            | 10e         |
| 16                    | Yury Trofimov (RUS) (Route) | 51e         |
| 17                    | Ángel Vicioso (RUS)         | 20e         |
| 18                    | Jhonatan Restrepo (COL)*    | 50e         |
| Directeur sportif : ? |                             |             |

| AG2R La Mondiale ALM  | AG2R La Mondiale ALM     | AG2R La Mondiale ALM |
| --------------------- | ------------------------ | -------------------- |
| Num                   | Coureur                  | Pos                  |
| 21                    | Blel Kadri (FRA)         | 38e                  |
| 22                    | Quentin Jauregui (FRA)*  | AB-5                 |
| 23                    | Pierre Latour (FRA)*     | 5e                   |
| 24                    | Sébastien Minard (FRA)   | 59e                  |
| 25                    | Matteo Montaguti (ITA)   | 24e                  |
| 26                    | Alexis Gougeard (FRA)*   | 55e                  |
| 27                    | Johan Vansummeren (BEL)  | 48e                  |
| 28                    | Romain Campistrous (FRA) | 56e                  |
| Directeur sportif : ? |                          |                      |

| Astana # AST          | Astana # AST               | Astana # AST |
| --------------------- | -------------------------- | ------------ |
| Num                   | Coureur                    | Pos          |
| 31                    | Mikel Landa (ESP)          | 25e          |
| 32                    | Luis León Sánchez (ESP)    | 15e          |
| 33                    | Miguel Ángel López (COL)*  | 4e           |
| 34                    | Bakhtiyar Kozhatayev (KAZ) | AB-5         |
| 35                    | Davide Malacarne (ITA)     | AB-5         |
| 36                    | Michele Scarponi (ITA)     | 2e           |
| 37                    | Rein Taaramäe (EST)        | 1er          |
| 38                    | Alessandro Vanotti (ITA)   | AB-5         |
| Directeur sportif : ? |                            |              |

| Caja Rural-Seguros RGA CJR | Caja Rural-Seguros RGA CJR | Caja Rural-Seguros RGA CJR |
| -------------------------- | -------------------------- | -------------------------- |
| Num                        | Coureur                    | Pos                        |
| 41                         | Carlos Barbero (ESP)       | 30e                        |
| 42                         | David Arroyo (ESP)         | 45e                        |
| 43                         | Amets Txurruka (ESP)       | 47e                        |
| 44                         | Peio Bilbao (ESP)          | 35e                        |
| 45                         | Omar Fraile (ESP)          | 44e                        |
| 46                         | Ángel Madrazo (ESP)        | 16e                        |
| 47                         | Lluís Mas (ESP)            | 21e                        |
| 48                         | Miguel Ángel Benito (ESP)* | 19e                        |
| Directeur sportif : ?      |                            |                            |

| Colombia COL          | Colombia COL               | Colombia COL |
| --------------------- | -------------------------- | ------------ |
| Num                   | Coureur                    | Pos          |
| 51                    | Edward Díaz (COL)*         | 46e          |
| 52                    | Fabio Duarte (COL)         | 57e          |
| 53                    | Leonardo Duque (COL)       | 63e          |
| 54                    | Carlos Quintero (COL)      | 17e          |
| 55                    | Brayan Ramírez (COL)       | 28e          |
| 56                    | Miguel Ángel Rubiano (COL) | 18e          |
| 57                    | Rodolfo Torres (COL)       | 7e           |
| 58                    | Juan Pablo Valencia (COL)  | 43e          |
| Directeur sportif : ? |                            |              |

| Bretagne-Séché Environnement BSE | Bretagne-Séché Environnement BSE | Bretagne-Séché Environnement BSE |
| -------------------------------- | -------------------------------- | -------------------------------- |
| Num                              | Coureur                          | Pos                              |
| 61                               | Eduardo Sepúlveda (ARG)          | 13e                              |
| 62                               | Benoît Jarrier (FRA)             | AB-5                             |
| 63                               | Florian Guillou (FRA)            | AB-5                             |
| 64                               | Maxime Cam (FRA)                 | AB-5                             |
| 65                               | Jean-Marc Bideau (FRA)           | 40e                              |
| 66                               | Kévin Ledanois (FRA)*            | 22e                              |
| 67                               | Christophe Laborie (FRA)         | 61e                              |
| 68                               | Matthieu Boulo (FRA)             | 66e                              |
| Directeur sportif : ?            |                                  |                                  |

| Southeast STH         | Southeast STH           | Southeast STH |
| --------------------- | ----------------------- | ------------- |
| Num                   | Coureur                 | Pos           |
| 71                    | Rafael Andriato (BRA)   | 37e           |
| 72                    | Manuel Belletti (ITA)   | AB-5          |
| 73                    | Matteo Busato (ITA)     | 31e           |
| 74                    | Giorgio Cecchinel (ITA) | 49e           |
| 75                    | Andrea Fedi (ITA)       | 39e           |
| 76                    | Mauro Finetto (ITA)     | 29e           |
| 77                    | Simone Ponzi (ITA)      | 36e           |
| 78                    | Luca Wackermann (ITA)   | AB-5          |
| Directeur sportif : ? |                         |               |

| Nippo-Vini Fantini NIP | Nippo-Vini Fantini NIP   | Nippo-Vini Fantini NIP |
| ---------------------- | ------------------------ | ---------------------- |
| Num                    | Coureur                  | Pos                    |
| 81                     | Damiano Cunego (ITA)     | 52e                    |
| 82                     | Alessandro Bisolti (ITA) | 58e                    |
| 83                     | Daniele Colli (ITA)      | AB-5                   |
| 84                     | Iuri Filosi (ITA)        | AB-5                   |
| 85                     | Pierpaolo De Negri (ITA) | AB-5                   |
| 86                     | Antonio Nibali (ITA)     | AB-5                   |
| 87                     | Genki Yamamoto (JPN)     | AB-5                   |
| 88                     | Didier Chaparro (COL)    | 62e                    |
| Directeur sportif : ?  |                          |                        |

| Burgos BH BUR         | Burgos BH BUR             | Burgos BH BUR |
| --------------------- | ------------------------- | ------------- |
| Num                   | Coureur                   | Pos           |
| 91                    | David Belda (ESP)         | 11e           |
| 92                    | Arnau Solé (ESP)          | 67e           |
| 93                    | Jesús del Pino (ESP)      | 54e           |
| 94                    | Darío Hernández (ESP)     | AB-5          |
| 95                    | Ibai Salas (ESP)          | 68e           |
| 96                    | Pablo Torres (ESP)        | AB-3          |
| 97                    | Igor Merino (ESP)         | 53e           |
| 98                    | Juan Carlos Riutort (ESP) | AB-5          |
| Directeur sportif : ? |                           |               |

| Murias Taldea MUR     | Murias Taldea MUR        | Murias Taldea MUR |
| --------------------- | ------------------------ | ----------------- |
| Num                   | Coureur                  | Pos               |
| 101                   | Egoitz García (ESP)      | 42e               |
| 102                   | Garikoitz Bravo (ESP)    | 34e               |
| 103                   | Beñat Txoperena (ESP)    | 33e               |
| 104                   | Imanol Estévez (ESP)*    | 60e               |
| 105                   | Aritz Bagües (ESP)       | 32e               |
| 106                   | Jon Ander Insausti (ESP) | AB-5              |
| 107                   | Mikel Bizkarra (ESP)     | 27e               |
| 108                   | Adrián González (ESP)    | 65e               |
| Directeur sportif : ? |                          |                   |